# Eremobates lapazi
Espèce
Eremobates lapazi est une espèce de solifuges de la famille des Eremobatidae.

## Distribution
Cette espèce est endémique de Basse-Californie du Sud au Mexique,.

## Description
Le mâle holotype mesure 34,0 mm et la femelle paratype 37,0 mm.

## Étymologie
Son nom d'espèce lui a été donné en référence au lieu de sa découverte, La Paz.

## Publication originale
- Muma, 1986 : New species and records of Solpugidae (Arachnida) from Mexico, Central America, and the West Indies. Novitates Arthropodae, vol. 2, no 3, p. 1-31 (texte intégral).